# Sermons de minuit
Production
Diffusion
Sermons de minuit (Midnight Mass, littéralement « Messe de minuit ») est une mini-série d'horreur américaine en sept épisodes d'environ 65 minutes, créée par Mike Flanagan et mise en ligne le 24 septembre 2021 sur Netflix.

## Synopsis
Après avoir passé quatre ans en prison pour conduite en état d'ivresse, ce qui a coûté la vie à une jeune fille, Riley Flynn retourne à la maison familiale dans son île de Crockett Island. Sa mère, qui est très pieuse et qui lui a pardonné, l'attend au port. Lui-même a perdu sa foi durant son incarcération et a du mal à se réintégrer à la communauté catholique fervente de l'île. Son père, Ed, a du mal à l'accueillir et son jeune frère, Warren, passe son temps avec ses amis. Son arrivée est suivie du regard attentionné d'Erin, son amour de jeunesse devenue enseignante, depuis la fenêtre du cabinet de la docteure Sarah Gunning, amie proche d'Erin, qui attend un enfant. Entre-temps, devant le ferry, Bev Keane, paroissienne entreprenante et autoritaire de l'église Saint-Patrick, attend le prêtre, Mgr John Pruitt qui, suivant l'annonce du capitaine du navire, n'arrivera que dans l'après-midi. Plus tard, dans une classe d'école, se réunissent Erin, Bev, le maire Wade Scarborough, son épouse Dolly et le shérif musulman Hassan pour parler de la tempête qui se profile en mer. Le soir même, pendant que la tempête bat son plein, Riley semble voir une silhouette ressemblant à Pruitt depuis la fenêtre de sa chambre. Le lendemain matin, la famille Flynn sort de sa maison et Riley découvre, tout au long de la plage, des chats sans vie. Intrigué, le shérif fait évacuer les curieux de la plage ; le maire Wade lui précisant que ce n'est pas la première fois que cela arrive sur l'île.
Tout le monde, surtout les chrétiens, se réunissent dans l'église et sont surpris de l'apparition du nouveau prêtre. Il se présente comme le père Paul Hill, remplaçant temporaire de John Pruitt qui serait malade et bloqué sur le continent jusqu'à son rétablissement.

## Distribution

### Acteurs principaux
- Kate Siegel (VF : Pamela Ravassard) : Erin Greene
- Zach Gilford (VF : Marc Maurille) : Riley Flynn
- Kristin Lehman (VF : Dominique Vallée) : Annie Flynn
- Samantha Sloyan (VF : Anneliese Fromont) : Beverly "Bev" Keane
- Igby Rigney (VF : Jimmy Costa-Savelli) : Warren Flynn
- Rahul Kohli (VF : Stéphane Fourreau) : le shérif Hassan
- Annarah Cymone (VF : Lola Nédélian) : Leeza Scarborough
- Annabeth Gish (VF : Hélène Bizot) : Dr Sarah Gunning
- Alex Essoe (en) (VF : Marine Jolivet) : Mildred "Millie" Gunning
- Rahul Abburi (VF : Florent Chako) : Ali Hassan
- Matt Biedel (de) (VF : Bertrand Liebert) : Sturge
- Michael Trucco (VF : Emmanuel Curtil) : Wade Scarborough
- Crystal Balint (VF : Armelle Gallaud) : Dolly Scarborough
- Louis Oliver (VF : Andrea Santamaria) : Ooker
- Henry Thomas (VF : Sylvain Agaësse) : Ed Flynn
- Hamish Linklater (VF : Yann Guillemot) : le père Paul Hill / père John Michael Pruitt

### Acteurs secondaires
- Robert Longstreet (VF : Pascal Casanova) : Joe Collie
- Ebony Booth : Tara-Beth
- Patricia Drake (en) (VF : Maïté Monceau) : Joanie
- John C. MacDonald (VF : Benjamin Gourvez) : Bol
- Vincent Gale : Howie Hobbs
- Marci T. House (VF : Jacky Tavernier) : le médecin (épisode 4)
- Quinton Boisclair : l'Ange
- Andrew Grush : l'organiste

 Source et légende : version française (VF) sur RS Doublage

### Version française
- Société de doublage : Audi'Art
- Direction artistique : Jonathan Dos Santos

## Production

### Développement
En juillet 2019, Netflix annonce une mini-série d'horreur de sept épisodes, avec Mike Flanagan en tant que scénariste, producteur exécutif et réalisateur,.

### Attribution des rôles
En février 2020, Zach Gilford, Kate Siegel et Hamish Linklater sont engagés pour interpréter leur rôle principale.

### Tournage
Le tournage devait commencer en mars 2020, annulé en raison de la pandémie de COVID-19. Il débute finalement le 17 août 2020, à Vancouver au Canada, et s'achève le 15 décembre 2020,,,. La production a construit la ville située à Garry Point Park, à Richmond (Colombie-Britannique), un endroit public en bord de mer en dehors de Vancouver, pour en faire Crockett Island.

### Musique
La musique de la mini-série est composée par The Newton Brothers, dont la bande originale sort en même temps que la diffusion de la série sur Netflix, le 24 septembre 2021. L'album comprend :
1. Abide With Me (2:41)
2. Hail the Day that Sees Him Rise (3:12)
3. Holy Holy Holy (2:25)
4. Lead Kindly Light (2:31)
5. Come, Darkness (4:14)
6. Were You There (2:56)
7. O Sons and Daughters (3:35)
8. Holy God We Praise Thy Name (6:02)
9. Nearer My God To Thee (4:48)
10. The Power of Faith (3:09)
11. Mortuus Feles (3:58)
12. Mercy (4:41)
13. Aftermath (2:41)
14. Dignity (6:02)
15. The Sea (1:56)
16. Angel of God (2:09)
17. Lead Kindly Light (instrumental) (2:50)
18. Faith & Family Blood (6:01)
19. Prayer (3:31)
20. Act of Contrition (2:45)
21. Hurt (3:02)
22. 12th Century Revenants (2:09)
23. Communion (1:31)
24. Nearer My God To Thee (instrumental) (8:02)
25. Body of Christ (2:42)
26. Were You There (instrumental) (5:24)

On entend également des chansons dans quelques épisodes, qui ne figurent pas dans la bande originale :
- And The Grass Won't Pay No Mind, par Neil Diamond
- Soolaimon, par Neil Diamond
- Saturday Morning, par Harry Chapin
- Holly Holy, par Neil Diamond

### Fiche technique
Sauf indication contraire, les informations mentionnées dans cette section peuvent être confirmées par la base de données cinématographiques IMDb,  présente dans la section « Liens externes ».
- Titre original : Midnight Mass
- Titre français : Sermons de minuit
- Création et réalisation : Mike Flanagan
- Scénario : Mike Flanagan (7 épisodes), James Flanagan (4 épisodes), Elan Gale, Jeff Howard et Dani Parker (1 épisode)
- Musique : The Newton Brothers
- Casting : Anne McCarthy et Kellie Roy
- Direction artistique : Laurin Kelsey et Andrew Li
- Décors : Steve Arnold
- Costumes : n/a
- Photographie : Michael Fimognari et James Kniest
- Montage : n/a
- Production exécutif : Mike Flanagan, Jeff Howard et Trevor Macy
- Coproduction : Morgan Beggs
- Sociétés de production : Intrepid Pictures ; Netflix Studios (coproduction)
- Société de distribution : Netflix
- Pays de production :  États-Unis /  Canada
- Langue originale : anglais
- Format : couleur
- Genre : horreur surnaturel
- Durée : 59–70 minutes
- Date de première diffusion :
  - Monde : 24 septembre 2021 (Netflix)[1]

## Épisodes
1. Livre I : Genèse (Book I: Genesis)
2. Livre II : Psaumes (Book II: Psalms)
3. Livre III : Proverbes (Book III: Proverbs)
4. Livre IV : Lamentations (Book IV: Lamentations)
5. Livre V : Évangile (Book V: Gospels)
6. Livre VI : Actes des apôtres (Book VI: Act of The Apostles)
7. Livre VII : Révélation (Book VII: Revelation)

## Univers de la série

### Personnages
- Erin Greene : un amour de jeunesse de Riley. Elle est enseignante à l'école de Crockett Island. Elle est enceinte.
- Riley Flynn : un ancien capital-risque qui revient dans son île de Crockett Island après avoir passé quatre ans en prison pour homicide involontaire, à la suite d'un accident en état d'ivresse au volant qui a tué une jeune femme.
- Annie Flynn : la mère dévouée de Riley.
- Bev Keane : une fidèle zélée et autoritaire de l'église de St. Patrick.
- Warren Flynn : le jeune frère de Riley. Il est un enfant de chœur de l'église.
- Sharif Hassan : le shérif de Crockett Island. Il est musulman. Il est le père d'Ali.
- Leeza Scarborough : la fille du maire, utilisant un fauteuil roulant à la suite d'une blessure.
- Dr Sarah Gunning : la docteure de l'île et amie proche d'Erin.
- Mildred Gunning : la mère de Sarah, souffrant de la maladie d'Alzheimer.
- Ali Hassan : le fils du shérif, et ami de Warren et Ooker.
- Sturge : le bricoleur
- Wade Scarborough : le maire de Crockett Island.
- Dolly Scarborough : l'épouse de Wade et mère de Leeza.
- Ooker : un ami de Warren et Ali, qui est également enfant de chœur de l'église.
- Ed Flynn, Riley : le père de Riley et Warren. Il travaille comme pêcheur. Il a du mal à accueillir son fils de retour à la maison.
- Père Paul Hill : le nouveau prêtre énigmatique de l'église de St. Patrick's Church, remplaçant temporairement le monseigneur John Pruitt, parti en Israël.
- Joe Collie : l'ivrogne.

## Accueil
L'agrégateur de critiques Rotten Tomatoes rapporte un taux d'approbation de 94 % avec une note moyenne de 8,5/10, basée sur 47 avis. Son consensus des critiques se lit comme suit : « Une méditation audacieuse sur la désolation et la foi qui est aussi magnifique que troublante, Midnight Mass est un triomphe de la terreur à petits frémissements qui laissera les téléspectateurs trembler – et réfléchir – longtemps après le générique ». Metacritic note pondérément 74 sur 100 basé sur 19 avis, mentionnant des « critiques généralement favorables ».